# Okres Bratislava I
Okres Bratislava I je jeden z okresů Slovenska. Leží v Bratislavském kraji a tvoří centrum hlavního města. Sousedí pouze s dalšími bratislavskými okresy.

## Administrativní členění
- Města: Bratislava
- Městské části: Staré Mesto